# Lygodactylus scheffleri
Espèce
Synonymes
- Lygodactylus fischeri scheffleri Sternfeld, 1912

Statut de conservation UICN

 DD  : Données insuffisantes
Lygodactylus scheffleri est une espèce de geckos de la famille des Gekkonidae.

## Répartition
Cette espèce se rencontre au Kenya et en Tanzanie.

## Liste des sous-espèces
Selon The Reptile Database (11 octobre 2012) :
- Lygodactylus scheffleri compositus Pasteur, 1964
- Lygodactylus scheffleri laterimaculatus Pasteur, 1964
- Lygodactylus scheffleri scheffleri Sternfeld, 1912
- Lygodactylus scheffleri ulugurensis Pasteur, 1964

## Étymologie
Cette espèce est nommée en l'honneur de Georg Scheffler.

## Publications originales
- Sternfeld, 1912 : IV. Zoologie II. Lfg. Reptilia in Schubotz, 1912 : Wissenschaftliche Ergebnisse der Deutschen Zentral-Afrika Expedition 1907-1908, unter Führung A. Friedrichs, Herzogs zu Mecklenburg. Klinkhard und Biermann, Leipzig, vol. 4, p. 197-279 (texte intégral).
- Pasteur, 1964 : Recherches sur l'évolution des lygodactyles, lézards Afro-Malagaches actuels. Travaux de l'Institut scientifique Chérifien, série Zoologie, n. 29, p. 1-132.